# Paul de Rémusat
Pour les autres membres de la famille, voir Famille Rémusat.
Paul-Louis-Étienne, comte de Rémusat, né le 17 novembre 1831 à Paris et mort le 22 janvier 1897 à Paris, est un journaliste, écrivain et homme politique français.

## Biographie
Fils de l'homme politique Charles de Rémusat et de Pauline de Lasteyrie du Saillant (1807-1882), petite fille de La Fayette, et père de Pierre de Rémusat, député de 1892 à 1898, il fut un contributeur régulier à la Revue des deux Mondes.
Il est conseiller municipal de Toulouse en 1865. Aux élections de 1869, il échoua à se faire élire député de l'opposition dans la Haute-Garonne, et  fut élu en 1871 et 1876. Vice-président du centre gauche, il est en mai 1877 l'un des signataires du manifeste des 363. Il est battu en octobre 1877, mais l'élection ayant été invalidée, il est réélu à l'élection partielle, en 1878. Il est élu sénateur de la Haute-Garonne en 1879 et reste en poste jusqu'à son décès, malgré une baisse d'activité après un accident de santé en 1889. Sa femme Martine était d'origine danoise. 
Il fut élu en 1890 à l'Académie des sciences morales et politiques. C'est lui qui publia les Mémoires de sa grand-mère, la comtesse de Rémusat.

## Œuvres
Liste non exhaustive
- A. Thiers, Paris, Librairie Hachette, 1889.  (ISBN 978-0543777966)

## Sources
- « Paul de Rémusat », dans Adolphe Robert et Gaston Cougny, Dictionnaire des parlementaires français, Edgar Bourloton, 1889-1891 [détail de l’édition]